# 奧丁 (明尼蘇達州)
奧丁（英語：Odin，/ˈoʊdɪn/ OH-din）是一個位於美國明尼蘇達州沃通旺縣的城市。

## 歷史
奧丁於1899年設立，1902年升格為城市，得名自伊利諾伊州的奧丁。

## 人口
根據2020年美國人口普查的數據，奧丁的面積為0.96平方千米，皆為陸地。當地共有人口123人，而人口密度為每平方千米128人。